# Haecceitas
Haecceitas (neulat., zu lat. haec: „dieses“) bzw. Dieses-Sein oder Diesheit bezeichnet einen philosophischen Kunstbegriff, der in der Scholastik, ausgehend von Johannes Duns Scotus, insbesondere von der ihm nachfolgenden, weitverbreiteten Denkrichtung der Scotisten, entwickelt wurde. Die Haecceitas bezeichnet das Spezifische eines einzelnen Objekts, im Gegensatz zur Quidditas, den allgemeinen Eigenschaften einer Objektklasse.  Der Begriff gehört in den Bereich der Individuation, also der Sonderung des Allgemeinen in Einzelnes. Die ursprünglich spätscholastische Bezeichnung ist somit im Umfeld der philosophischen Disziplinen Ontologie bzw. Metaphysik angesiedelt und betrifft insbesondere den Universalienstreit sowie Fragen der allgemeinen Logik.
In der Scholastik wurde zunächst von Thomas von Aquin mit Aristoteles das Individuelle als Spezialfall des Allgemeinen angesehen. Das Einzelne selbst sei wissenschaftlich nicht diskutierbar (Individuum est ineffabile). Der Kern der Lehre von der Haecceitas basiert nun auf dem Gedanken, dass die individuelle Existenz nicht ein Mangel, sondern eine Vollkommenheit ist. Sie ist ein Einmaliges und Besonderes. Auf das Individuum kann man als etwas Einzigartiges nur zeigend hinweisen: ein „Dies-Da“. Durch die Einführung und Verwendung des Begriffs Haecceitas bekommt die bis dahin zweitrangig eingestufte Individualität ein größeres Gewicht. Dem Einzelding als einem positiven Sein wird nunmehr begrifflich erkennbar ein höherer Rang zuerkannt. Zudem wird das Individuelle, das Besondere gegenüber dem Allgemeinen, das Vollkommene. Das Individuum besitzt eine selbständige Realität, ist eine weiter nicht ableitbare Tatsache.